# Azelinocultuur
De Azelinocultuur (Russisch: Азелинская культура) was een archeologische cultuur van de 3e tot 5e eeuw in de Wolga-Vjatka-interfluviaal.

## Beschrijving
Geclassificeerd door Vladimir Gening en vernoemd naar de begraafplaats nabij het dorp Azelino, district Malmyzj van de oblast Kirov. Het werd gevormd op basis van de tradities van de Pjany Borcultuur.
De woonplaatsen werden vertegenwoordigd door versterkte en onversterkte nederzettingen. De economie was gebaseerd op akkerbouw, veeteelt, jacht en visserij. De Boejskoje-nederzetting (Boejski Perevoz) bevatte een depot van 200 ijzeren schoffels en speren. Het aardewerk omvatte vaten met ronde bodem en een patroon van inkepingen of koordafdrukken. Begraving vond plaats in vlakgraven, georiënteerd met het hoofd naar het noorden.

## Antropologie
Te oordelen naar het craniologische materiaal van de begraafplaatsen van Azelino en Soevorovski aan de Vjatka ontstond de Azelinocultuur blijkbaar als gevolg van de vermenging van migranten uit het westen met de lokale Kama-bevolking. Er werden 4 mannelijke en 2 vrouwelijke schedels verkregen van de Azelino-begraafplaats, 4 mannelijke, 1 vrouwelijke en 2 adolescente schedels werden verkregen van de Soevorovski-begraafplaats.
De Azelino-mannen kenmerkten zich door een lange schedel en een uitgesproken profiel, wat niet typisch was voor de bevolking van de Kama-Vjatka-regio. Anderzijds waren de vrouwelijke schedels vrijwel niet te onderscheiden van de oorspronkelijke bevolking van de Kama-regio, bekend van de Mazoenino- en Tsjeganda-culturen.
In de Azelino-begraafplaatsen Rozjdestvenski V en Narmonski werden tekenen van kunstmatige schedelvervorming gevonden, een praktijk die verband kan houden met een laat-Sarmatische invloed.

## Graven
Volgens de grafvondsten droegen de vrouwen mutsjes of vlechten met nakosniki (vlechthangers) slaapringen, halskettingen, torques en armbanden, borstplaten, schorten, brede riemen, vaak met epaulettenachtige sluitingen, applicaties en hangende kwastjes, banden en broches, en schoenen met riemen.
In de graven van mannen werden talloze wapens gevonden: speren, bijlen, helmen, maliënkolders en zwaarden.